# Louis Hynes
Louis Hynes  (Oxford, 9 de octubre de 2001)  es un intérprete inglés conocido principalmente por su interpretación de Klaus Baudelaire en la serie de televisión A Series of Unfortunate Events.

## Biografía
Comenzó su carrera en el 2015 protagonizando una obra dirigida por Bruno Ravello en el festival Garsington Opera. En el 2016 interpreta a Alarico I joven en la serie de documentales del canal History Barbarians Rising, y en el mismo año comienza a rodar como Klaus Baudelaire en la serie de televisión A Series of Unfortunate Events. 
En el 2017 participa en una marcha por los derechos femeninos en la Embajada de Estados Unidos en Inglaterra, a pocos días de que el 45° presidente norteamericano Donald Trump asumiera. El 31 de enero luego de que La Casa Blanca publique el decreto que cierra la frontera a 7 países musulmanes publicó una foto suya invitando a los ingleses a marchar, motivandolos con la frase "Silencio es complicidad".

## Filmografía

### Series de televisión
- Barbarians Rising (2016)
- A Series of Unfortunate Events como Klaus Baudelaire (2017-2019)
- The Great como "Vlad" (2020)